# John C. Hatton
John C. Hatton, född 1710 i Warrington i Lancashire, död i december 1793 i St. Helens, Windle, Lancaster, var en engelsk kompositör.
Hans födelse- och dödsdatum är okända, men han döptes den 25 september 1710 och begravdes den 13 december 1793 i St. Helens, Windle. Det sägs att han dog när han föll av en hästskjuts. I Windle bodde han på Duke Street, som också lånat namn åt en av hans sånger.
Han är representerad som psalmkompositör i Hemlandssånger 1891 samt i The English Hymnal with Tunes med kompositionen till James Montgomery psalm nr 167 Pour out thy Spirit from on high.

## Kompositioner
- Ack, Jesus, jag är hjärtligt glad nr 448 i Hemlandssånger 1891 med svensk text av Magnus Brynolf Malmstedt Finns på Wikisource.